# Brendan Leipsic
Brendan Leipsic, född 19 maj 1994 i Winnipeg, är en kanadensisk professionell ishockeyspelare som spelar för Metallurg Magnitogorsk i KHL.
Han har tidigare spelat på NHL-nivå för Vancouver Canucks, Vegas Golden Knights, Toronto Maple Leafs, Los Angeles Kings och Washington Capitals samt på lägre nivåer för Milwaukee Admirals och Toronto Marlies i AHL och Portland Winterhawks i WHL.
Leipsic draftades i tredje rundan i 2012 års draft av Nashville Predators som 89:e spelare totalt.

## Klubbkarriär

### NHL

#### Toronto Maple Leafs
Han gjorde aldrig en match för Predators, istället tradades han till Toronto Maple Leafs där han totalt gjorde 3 poäng på 6 matcher.

#### Vegas Golden Knights
21 juni 2017 valdes Leipsic av Vegas Golden Knights från Toronto Maple Leafs i expansionsdraften. Han gjorde 13 poäng på 44 matcher under 2017-18 för Golden Knights.

#### Vancouver Canucks
På dagen för trade deadline, 26 februari 2018, tradades han till Vancouver Canucks i utbyte mot Philip Holm.

#### Los Angeles Kings
Han plockades på waivers av Los Angeles Kings den 2 december 2018.

## Statistik
| 2007–2008  | Winnipeg Monarchs    | WBAAA      | 28  | 20  | 15  | 35  | 62  | —  | —  | —  | —  | —   |
|            | Winnipeg Monarchs    | WBAAA      | 2   | 0   | 0   | 0   | 2   | —  | —  | —  | —  | —   |
| 2008–2009  | Winnipeg Monarchs    | WBAAA      | 29  | 16  | 20  | 36  | 38  | —  | —  | —  | —  | —   |
|            | Winnipeg Monarchs    | WCML       | 1   | 0   | 0   | 0   | 4   | —  | —  | —  | —  | —   |
| 2009–2010  | Winnipeg Wild        | MMHL       | 41  | 23  | 40  | 63  | 38  | 7  | 2  | 2  | 4  | 17  |
| 2010–2011  | Portland Winterhawks | WHL        | 68  | 16  | 17  | 33  | 50  | 21 | 3  | 4  | 7  | 14  |
| 2011–2012  | Portland Winterhawks | WHL        | 65  | 28  | 30  | 58  | 82  | 20 | 7  | 8  | 15 | 28  |
| 2012–2013  | Portland Winterhawks | WHL        | 68  | 49  | 71  | 120 | 103 | 21 | 10 | 14 | 24 | 41  |
| 2013–2014  | Portland Winterhawks | WHL        | 60  | 39  | 52  | 91  | 111 | 20 | 14 | 19 | 33 | 49  |
| 2014–2015  | Milwaukee Admirals   | AHL        | 47  | 7   | 28  | 35  | 16  | —  | —  | —  | —  | —   |
|            | Toronto Marlies      | AHL        | 27  | 7   | 12  | 19  | 6   | 5  | 1  | 2  | 3  | 14  |
| 2015–2016  | Toronto Maple Leafs  | NHL        | 6   | 1   | 2   | 3   | 2   | —  | —  | —  | —  | —   |
|            | Toronto Marlies      | AHL        | 65  | 20  | 34  | 54  | 55  | 13 | 2  | 2  | 4  | 12  |
| 2016–2017  | Toronto Marlies      | AHL        | 49  | 18  | 33  | 51  | 30  | 11 | 4  | 1  | 5  | 21  |
| 2017–2018  | Vegas Golden Knights | NHL        | 44  | 2   | 11  | 13  | 4   | —  | —  | —  | —  | —   |
|            | Vancouver Canucks    | NHL        | 14  | 3   | 6   | 9   | 10  | —  | —  | —  | —  | —   |
| 2018–2019  | Vancouver Canucks    | NHL        | 17  | 2   | 3   | 5   | 2   | —  | —  | —  | —  | —   |
|            | Los Angeles Kings    | NHL        | 2   | 1   | 0   | 1   | 0   | —  | —  | —  | —  | —   |
| NHL totalt | NHL totalt           | NHL totalt | 83  | 9   | 22  | 31  | 18  | —  | —  | —  | —  | —   |
| AHL totalt | AHL totalt           | AHL totalt | 188 | 52  | 107 | 159 | 107 | 29 | 7  | 5  | 12 | 47  |
| WHL totalt | WHL totalt           | WHL totalt | 261 | 132 | 170 | 302 | 346 | 82 | 34 | 45 | 79 | 132 |